# Pivovar Krucemburk
Pivovar Krucemburk stával v obci Krucemburk v Hlubocké ulici za mostem přes Městecký potok, nedaleko tvrze.

## Historie
Přesný rok založení pivovaru není znám. Došlo k němu pravděpodobně po roce 1548, kdy David Střela z Rokyc nechal v Krucemburku zřídit poplužní dvůr. První písemná zmínka o pivovaru je až z roku 1638 v soupisu majetku obce, která tehdy byla ve vlastnictví Rudolfa Střely z Rokyc. Další zmínka o pivovaru je ve smlouvě z roku 1662, v níž se uvádí také chmelnice. V roce 1667 je ve smlouvě zmiňována spolu s pivovarem také pálenka. Koncem 17. století se majitele panství, kníže Ferdinand z Dietrichštejna, zavázal o dodávání půl vědra z každé várky pivovaru v Borové. Z toho se dá usuzovat, že provoz pivovaru v Krucemburku byl ukončen před koncem 17. století. Z roku 1741 pochází zmínka o ubytování dvou regimentů saských vojáků v budově bývalého pivovaru. Další osud budovy není znám, do současnosti se z ní však nic nedochovalo.